# Xã Paradise, Quận Russell, Kansas
Xã Paradise (tiếng Anh: Paradise Township) là một xã thuộc quận Russell, tiểu bang Kansas, Hoa Kỳ. Năm 2010, dân số của xã này là 166 người.